# Jack Horner (paléontologue)
Pour les articles homonymes, voir Jack, Horner et Jack Horner.
John Robert Horner (surnommé Jack Horner) est un paléontologue américain né en 1946 à Shelby dans le Montana.

## Biographie
Il découvre son premier fossile à l'âge de 7 ans[réf. nécessaire]. Il est l'auteur de quelques-unes des plus importantes découvertes récentes de restes de dinosaures comme le premier nid de dinosaure avec encore des petits à l'intérieur (une espèce qu'il baptisera Maiasaura). Il est atteint de dyslexie.
Il est l'un des premiers à défendre l'hypothèse que le Tyrannosaure était charognard,.
En se basant sur l'orientation des cornes et la présence juvénile d'ornements triangulaires sur la collerette des Triceratops, il montre que les jeunes dinosaures peuvent être très différents des adultes. Il défend ensuite le fait que Dracorex et Stygimoloch sont des stades juvéniles de croissance de Pachycephalosaurus et que Nanotyrannus est un jeune Tyrannosaurus,
Il a écrit quelques ouvrages dans lesquels il expose ses théories, notamment en 2009 How to Build a Dinosaur: Extinction Doesn't Have to Be Forever qui décrit le projet de manipulation génétique d'embryons de poussins pour obtenir un chickenosaurus (ou pouletosaure en français) : en bloquant une partie du développement embryonnaire des poulets qui sont des descendants de dinosaures, il serait possible de leur faire exprimer complètement leur héritage génétique au moment où ce dernier ressemble à un dinosaure doté d'une tête sans bec avec des dents et un cerveau rétréci, d'écailles, de griffes aux ailes, et d'une queue sans pygostyle.
Il travaillé avec Steven Spielberg sur le film Jurassic Park. En 2014, c'est sur le tournage de Jurassic World, nouvel opus de la saga, qu'il apporte ses connaissances pour la conception d'une espèce fictive de dinosaure théropode, l'Indominus Rex, spécialement imaginé pour l'occasion.